# Zandalen
De zandalen (Hypoptychidae) zijn een vissenfamilie die behoort tot de orde der Stekelbaarsachtigen (Gasterosteiformes). De familie telt maar één soort in één geslacht.

## Geslacht
- Hypoptychus Steindachner, 1880